# Sergei Stukashov
Sergei Stukashov   (Aktas, 12 de novembre de 1959) és un exfutbolista kazakh de la dècada de 1980.
Fou 6 cops internacional amb la selecció de la Unió Soviètica. Pel que fa a clubs, defensà els colors de FC Shakhter Karagandy, FC Kairat i FC Dynamo Moscou.
Trajectòria com a entrenador:
- 1992–1998: FC Dynamo Moscou (futbol base)
- 2002: FC Spartak Shchyolkovo
- 2003–2006: FC Rubin Kazan (reserves)
- 2006–present: FC Dynamo Moscou (futbol base)